# Pseudorupilia
Pseudorupilia es un género de insecto coleóptero de la familia Chrysomelidae.

## Especies
Las especies de este género son:
- Pseudorupilia careo Grobbelaar, 1995
- Pseudorupilia chera Grobbelaar, 1995
- Pseudorupilia fletcheri Bryant, 1952
- Pseudorupilia ruficollis (Fabricius, 1775)
- Pseudorupilia sepia Grobbelaar, 1995
- Pseudorupilia sexlineata (Fabricius, 1781)
- Pseudorupilia sola Grobbelaar, 1995